# متیو درایک
متیو درایک (انگلیسی: Matthew Dryke؛ زادهٔ ۲۱ آگوست ۱۹۵۸) تیرانداز اهل ایالات متحده آمریکا بود.
وی در مسابقات کشوری و بین‌المللی در مجموع برندهٔ ۱ مدال طلا شده‌است.